# Norvel Lee
Norvel Lafollette Ray Lee (22 settembre 1924 – Bethesda, 19 agosto 1992) è stato un pugile statunitense.

## Palmarès
Olimpiadi
- 1 medaglia:
  - 1 oro (pesi mediomassimi a Helsinki 1952).

Giochi panamericani
- 2 medaglie:
  - 2 bronzi (pesi massimi a Buenos Aires 1951, pesi massimi a Città del Messico 1955).